# アレッサンドリア・デッラ・ロッカ
アレッサンドリア・デッラ・ロッカ（イタリア語: Alessandria della Rocca）は、イタリア共和国シチリア自治州アグリジェント県にある、人口約2,800人の基礎自治体（コムーネ）。

## 地理

### 位置・広がり

#### 隣接コムーネ
隣接するコムーネは以下の通り。
- ビヴォーナ
- チャンチャーナ
- サン・ビアージョ・プラータニ
- サンタンジェロ・ムクサーロ
- サント・ステーファノ・クイスクイーナ